# Arcidiecéze Salerno-Campagna-Acerno
Arcidiecéze Salerno–Campagna–Acerno je arcidiecéze římskokatolické církve, nacházející se v Itálii.

## Území
Arcidiecéze zahrnuje všechny obce v provincii Salerno a Avellino.
Arcibiskupským sídlem je město Salerno kde se nachází hlavní chrám katedrála Panny Marie Andělské a svatého Matouše apoštola. V Campagna se nachází konkatedrála Panny Marie Míru a v Acernu konkatedrála svatého Donáta.
Rozděluje se do 163 farností. K roku 2014 měla 549 300 věřících, 215 diecézních kněží, 88 řeholních kněží, 59 trvalých jáhnů, 121 řeholníků a 262 řeholnic.

### Církevní provincie
Do církevní provincie Salerno–Campagna–Acerno patří 5 sufragánních diecézí (nebo obdobných celků):
- arcidiecéze Amalfi-Cava de' Tirreni
- Opatství Nejsvětější Trojice v Cava de' Tirreni
- diecéze Nocera Inferiore–Sarno
- diecéze Teggiano–Policastro
- diecéze Vallo della Lucania

## Historie
Prvním historicky doloženým biskupem Salerna je Gaudenzio který se roku 499 zúčastnil římského synodu.
V červnu nebo červenci roku 983 byla diecéze povýšena na metropolitní arcidiecézi; prvním arcibiskupem se stal Amato I. Ve dvou papežských bulách z roku 994 a 1012 se uvádí že sufragánními diecézemi byly: Paestum, Acerenza, Nola, Bisignano, Malvito, Cosenza a Conza.
Arcibiskup Gaspar Cervantes de Gaete se zaručil za zřízení diecézního semináře který byl roku 1635 sveřen Jezuitům.
Na počátku 19. století měla 8 sufragánn: Acerno, Campagna, Capaccio, Marsico, Nocera, Nusco, Policastro a Sarno.
Dne 27. června 1818 získala papežskou bulou De utiliori papeže Pia VII. titul stálých administrátorů Acerna.
Dne 30. září 1986 byly biskupská sídla Salerno, Campagna a Acerno spojeny dekretem Instantibus votis kongregace pro biskupy.

## Seznam biskupů
- Sv. Bonosio (39-73)
- Sv. Grammazio (? - 490)
- Sv. Vero
- Sv. Valentiniano
- Gaudenzio (zmíněn roku 499)
- Sv. Asterio (nebo Eusterio ?) † (před 536 - po 555)
- Gaudioso † (zmíněn roku 640)
- Luminoso † (zmíněn roku 649)
- Zaccaria
- Colombo
- Lupo
- Renovato
- Benedetto I.
- Talarico
- Andemario
- Rodoperto (774 - po 787)
- Rodoaldo
- Pietro I.
- Ractolo
- Mainaldo
- Teupo
- Aione (zmíněn v srpnu 841)
- Landemario (polovina 9. století)
- Bernaldo (polovina 9. století)
- Pietro II. (polovina 9. století)
- Rachenaldo (862 nebo 863 - po 866)
- Pietro III. (před 880 - po 886)
- Pietro IV. (zmíněn 917)
- Giovanni I. (zmíněn 918)
- Pietro V. (před 936 - po 949)
- Bernardo (zmíněn roku 954)
- Pietro VI. (před 958 - po 974)
- Giovanni II. (před 977 - po 982)
- Amato I. (před 982 - po 992)
- Dauferio (zmíněn roku 993)
- Grimoaldo (před 994 - 1011)
- Michele (1012 - 1015)
- Benedetto II. (1016 - 1019)
- Amato II. (1019 - 1031)
- Amato III. (1032 - asi 1046)
- Giovanni III. (1047 - asi 1057)
- Alfano I. (1058 - 1085)
- Alfano II. (1085 nebo 1086 - 1121)
- Romualdo I. Guarna (1121 - 1137)
- Guglielmo da Ravenna (1137 - 1152)
- Romualdo II Guarna (1153 - 1181)
- Niccolò d'Aiello (1181 - 1221)
  - Sede vacante (1221-1225)
- Cesario d'Alagno (1225 - 1263)
- Matteo della Porta (1263 - 1272 nebo 1273)
  - Sede vacante (1273-1286)
- Filippo Capuano (1286 - 1298)
- Guglielmo de Godonio (1298 - 1305)
- Guido de Collemedio (1306 - 1306)
- Berardo di Ponte (1306 - 1307)
- Isarno Morlane (1310 - 1310)
- Roberto Arcofate de Malovicino (1310 - 1313)
- Onofrio (1313 - 1320)
- Bertrand de La Tour (1320 - 1320)
- Arnaud Royard (1321 - 1330)
- Orso Minutolo (1330 - 1333)
- Benedetto de Palmiero (1334 - 1347)
- Ruggero Sanseverino (1347 - 1348)
- Bertrando di Castronovo (1349 - 1364)
- Guglielmo Sanseverino (1364 - 1378)
- Guglielmo de Altavilla (1378 - 1389)
  - Giovanni Acquaviva (1378 - 1382) (vzdorobiskup)
  - Roberto (1382 - ?) (vzdorobiskup)
  - Sede vacante (1389-1394)
- Ligorio Maiorino, O.S.B. (1394 - 1400)
- Bartolomeo d'Aprano (1400 - 1414)
- Nicola Piscicelli I., O.Cist. (1415 - 1440 nebo 1441)
- Barnaba Orsini (1440 nebo 1441 - 1449)
- Nicola Piscicelli II. (1449 - 1471)
- Pedro Guillermo de Rocha (1471 - 1482)
  - Giovanni d'Aragona (1483 - 1485) (apoštolský administrátor)
- Ottaviano Bentivoglio (1486 - 1500)
- Juan de Vera (1500 - 1507)
- Federigo Fregoso (1507 - 1533)
  - Niccolò Ridolfi (1533 - 1548) (apoštolský administrátor)
- Luis de Torres (1548 - 1553)
- Girolamo Seripando, O.E.S.A. (1554 - 1563)
- Gaspar Cervantes de Gaete (1564 - 1568)
- Marcantonio Colonna (1568 - 1574)
- Marco Antonio Marsilio Colonna (1574 - 1589)
- Mario Bolognini (1591 - 1605)
- Juan Beltrán Guevara y Figueroa (1606 - 1611)
- Lucio Sanseverino (1612 - 1623)
- Gabriel Trejo y Paniagua (1625 - 1627)
- Giulio Savelli (1630 - 1642)
- Fabrizio Savelli (1642 - 1658)
- Giovanni de Torres (1658 - 1662)
- Gregorio Carafa, C.R. (1664 - 1675)
- Alfonso Álvarez Barba Ossorio, O.C.D. (1676 - 1688)
- Gerolamo Passarelli (1689 - 1690)
- Marco de Ostos, O. de M. (1692 - 1695)
- Bonaventura Poerio, O.F.M.Obs. (1697 - 1722)
- Pablo Vilana Perlas (1723 - 1729)
- Fabrizio de Capua (1730 - 1738)
- Casimiro Rossi (1738 - 1758)
- Isidoro Sánchez de Luna, O.S.B. (1759 - 1783)
- Giulio Pignatelli, O.S.B. (1784 - 1796)
- Salvatore Spinelli, O.S.B. (1797 - 1805)
- Fortunato Pinto (1805 - 1825)
- Camillo Alleva (1825 -1829)
- Michele Arcangelo Lupoli (1831 - 1834)
- Marino Paglia (1835 - 1857)
- Antonio Salomone (1857 - 1872)
- Domenico Guadalupi (1872 - 1877)
- Valerio Laspro (1877 - 1914)
- Carlo Gregorio Maria Grasso, O.S.B. † (1915 - 1929)
- Nicola Monterisi (1929 - 1944)
- Demetrio Moscato (1945 - 1968)
- Gaetano Pollio, P.I.M.E. (1969 - 1984)
- Guerino Grimaldi (1984 - 1986)

### Sídlo Salerno-Campagna-Acerno
- Guerino Grimaldi (1986 - 1992)
- Gerardo Pierro (1992 - 2010)
- Luigi Moretti, (od 2010)